# Adrian-Claudiu Prisnel
Adrian-Claudiu Prisnel (n. 11 noiembrie 1982, Craiova, România) este un deputat român, ales în 2016.